# 广东雨神
广东雨神（1986年7月14日—），别名：卢大雨，原名卢绿寅，男歌手。

## 出道经历
2017年发行歌曲《广东爱情故事》（原名《广东十年爱情故事》）走红中国大陆互联网。
2018年1月发表音乐作品《求醉》；MV也同步上线视频网站。
2018年4月，做客音乐节目《FUN一点音乐》。

## 音乐作品
- 《广东爱情故事》[7]
- 《陪你到底》
- 《不下雪的广东》[8]
- 《陪你到底》
- 《求醉》
- 《钟意你2008》
- 《三年的赌注》
- 《把悲伤留给世界》
- 《南边的城市》[9]
- 《有钱后》[10]
- 《至愛》